# Ctenus humilis
Ctenus humilis är en spindelart som först beskrevs av Eugen von Keyserling 1887.  Ctenus humilis ingår i släktet Ctenus och familjen Ctenidae.
Artens utbredningsområde är Nicaragua. Inga underarter finns listade i Catalogue of Life.